# Zineb Oukach
Zineb Oukach (/ˈziːnɛb ˈuːkəʃ/; sinh 1982) là một nữ diễn viên phim và người mẫu người Maroc, được biết đến với khán giả trên toàn thế giới khi đóng vai Fatima trong phim Rendition củaGavin Hood năm 2007.

## Cuộc sống ban đầu
Oukach sinh ra và lớn lên ở Casablanca, Maroc. Năm 2004, cô chuyển đến Pháp, nơi cô học Kinh tế trước khi theo học Cours Florent để tập trung vào sự nghiệp diễn xuất.

## Sự nghiệp
Nổi tiếng ở Maroc với công việc của cô ở Parfum de Mer, bởi nhà sản xuất phim Maroc Abdelhai Laraki nổi tiếng, và với vai diễn trong loạt phim truyền hình Ma-rốc Une Famille của Kamal Kamal, năm 2007, Oukach nổi tiếng trên thế giới. Vai chính Ả Rập trong bộ phim Rendition cùng với Meryl Streep, Jake Gyllenhaal và Reese Witherspoon. Oukach cũng đóng một vai trong The Wolf of Wall Street. Và trong loạt phim khoa học viễn tưởng Alien Dawn, được phát sóng trên kênh Nickelodeon.

## Đóng phim
- Rendition - Fatima (2007)

(Tiêu đề tiếng Pháp: Détention secrète)
- Parfum de Mer - Nadia (2006)

(Tên tiếng Anh: Scent of the Sea)
- The Wolf of Wall Street - tiếp viên trên du thuyền (2013)
- '' Alien Dawn '' - Stella